# Jean Sorel

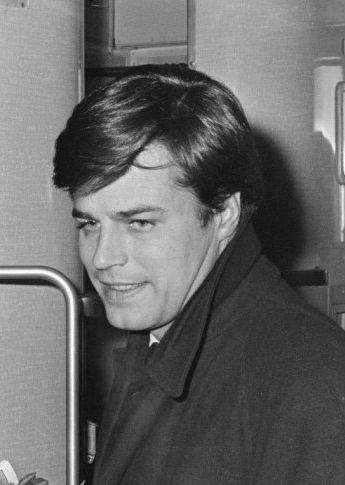
Jean Sorel (1966)

Jean Sorel (* 25. September 1934 in Marseille), bürgerlich Jean Marquis de Combault-Roquebrune, ist ein französischer Schauspieler. Er trat in vielen französischen und italienischen Kinofilmen auf. In jüngerer Vergangenheit war er überwiegend in Fernsehproduktionen zu sehen.

## Leben
Sorel stammt aus einer adligen Offiziersfamilie. Sein Vater, Guy de Combaud Roquebrune, ist als Kommandeur einer französischen Fallschirmjägereinheit des britischen Special Air Service im September 1944 bei Kämpfen um Sennecey-le-Grand gefallen.
Als Schüler einer Vorbereitungsklasse der École Normale Supérieure kam Sorel erstmals mit dem Theater in Berührung. Sein Theaterdebüt hatte er in einer Inszenierung von Shakespeares The Merchant of Venice. Nach einer Tournee kehrte er nur ungern an die Schule zurück.  Nach seinem Militärdienst entschied sich Sorel für eine Schauspielerlaufbahn, er erhielt zunächst eine kleine Rolle im Film Auf euren Hochmut werde ich spucken (1959; Regie: Michel Gast). Seinen Durchbruch hatte er dann mit einer Hauptrolle in dem heute vergessenen Film Bittere Frucht der Liebe (1960; Regie: Jacques Bourdon). Seitdem wirkte Sorel in zahlreichen Spielfilmen mit. Einem breiteren Publikum wurde er durch seine Rollen als Tom Fennel in Julia, du bist zauberhaft (1962; Regie: Alfred Weidenmann), als der Graf in Der Reigen (1964; Regie: Roger Vadim), als inzestuöser Bruder Gianni in Sandra (1965; Regie: Luchino Visconti) oder als Ehemann von Catherine Deneuve in Belle de jour (1967; Regie: Luis Buñuel) bekannt.
Ab Mitte der 1970er Jahre reduzierte Sorel seine Filmaktivitäten, er spielt heute vor allem in Fernsehproduktionen und am Theater (u. a. unter Roger Planchon).
1962 heiratete er die italienische Schauspielerin Anna Maria Ferrero, die ihre eigene Karriere bald darauf aufgab. Jean Sorel lebt in Paris und in Rom.

## Filmografie
- 1959: Auf euren Hochmut werde ich spucken (J’irai cracher sur vos tombes)
- 1960: Bittere Frucht der Liebe (Les lionceaux)
- 1960: Süße Begierde (I dolci inganni)
- 1961: Wenn das Leben lockt (La giornata balorda)
- 1961: Das Bett des Königs (Vive Henri IV… vive l'amour!)
- 1961: Amélie ou le temps d’aimer
- 1961: L’oro di Roma
- 1962: Blick von der Brücke (Vu du pont)
- 1962: Verwirrung (Il disordine)
- 1962: Julia, du bist zauberhaft
- 1962: Die vier Tage von Neapel (Le quattro giornate di Napoli)
- 1962: Nur tote Zeugen schweigen
- 1963: Un marito in condominio
- 1963: Germinal
- 1963: Rasthaus des Teufels (Chair de poule)
- 1964: Verführungen (De l’amour)
- 1964: Der Reigen (La ronde)
- 1964: Amori pericolosi
- 1965: Die Puppen (Le Bambole)
- 1965: Sandra (Vaghe stelle dell'Orsa)
- 1965: Made in Italy
- 1965: L’ombrellone
- 1966: Die Gespielinnen (Le fate)
- 1966: Der Mann mit der goldenen Klinge (L’uomo che ride)
- 1967: Belle de jour – Schöne des Tages (Belle de jour)
- 1967: Mach mich kalt, ich friere (Fai in fretta ad uccidermi… ho freddo!)
- 1968: Una ragazza piuttosto complicata
- 1968: Bandit zu besichtigen (I protagonisti)
- 1968: Der schöne Körper der Deborah (Il dolce corpo di Deborah)
- 1968: Adelaide (Adélaïde)
- 1968: Toujours l'Amour – immer die Liebe (L’età del malessere)
- 1969: Das Fotomodell (Model Shop)
- 1969: Nackt über Leichen (Una sull'altra)
- 1969: L’amica
- 1970: Uccidete il vitello grasso e arrostitelo
- 1970: Paranoia
- 1970: No desearás al vecino del quinto
- 1971: Love Inferno (La controfigura)
- 1971: El ojo del huracán
- 1971: Una lucertola con la pelle di donna
- 1971: Malastrana (La corta notte delle bambole di vetro)
- 1972: Mil millones para una rubia
- 1973: Der Schakal (The Day of the Jackal)
- 1973: Trader Horn
- 1973: Dead Angel – Einbahnstraße in den Tod (Una gota de sangre para morir amando)
- 1973: Der unerbittliche Vollstrecker (La polizia sta a guardare)
- 1974: La profanazione
- 1975: Une vieille maîtresse
- 1976: La muerte ronda a Mónica
- 1977: Die verschworenen Kinder (Les enfants du placard)
- 1978: Die Schweizer Affäre (L’affaire Suisse)
- 1978: Der Mann im Schilf
- 1979: Die Schwestern Brontë (Les sœurs Brontë)
- 1980: La Naissance du jour (Fernsehfilm)
- 1981: Quatre femmes, quatre vies: La belle alliance (Fernsehfilm)
- 1980: Die Flügel der Taube (The Wings of the Dove)
- 1981: Aimée (Fernsehfilm)
- 1981: Une mère russe (Fernsehfilm)
- 1982: Total irre (Bonnie e Clyde all’italiana)
- 1982: Le cercle fermé (Fernsehfilm)
- 1982: La Démobilisation générale (Fernsehfilm)
- 1983: Par ordre du Roy (Fernsehfilm)
- 1985: Aspern
- 1985: L’herbe rouge (Fernsehfilm)
- 1986: Affari di famiglia (Fernsehfilm)
- 1986: Rosa la Rose – Liebe wie ein Keulenschlag (Rosa la rose, fille publique)
- 1986: Der Brummbär (Il burbero)
- 1988: Le Clan (Fernsehserie)
- 1988: Le crépuscule des loups (Fernsehfilm)
- 1989: Casablanca Express
- 1990: Prigioniera di una vendetta (Fernsehserie)
- 1990: Come una mamma (Fernsehfilm)
- 1991: Wenn man vom Teufel spricht (Un piede in paradiso)
- 1991: Millions – Der Clan der Milliardäre (Miliardi)
- 1992: Les cœurs brûlés (Fernsehserie)
- 1993: Una madre come tu (Fernsehserie)
- 1993: Jenseits der Angst (Il prezzo della vita) (Fernsehfilm)
- 1993: Auf Messers Schneide (La scalata) (Fernsehserie)
- 1993: Das Sahara-Projekt (Fernsehfilm)
- 1995: Laura (Fernsehfilm)
- 1995: Butterfly (Fernsehserie)
- 1995: Fils unique
- 1997: Verwirrung des Herzens (Dove comincia il sole) (Fernsehserie)
- 1997: Mamma per caso (Fernsehserie)
- 1997: Prinzessin Amina (Deserto di fuoco) (Fernsehserie)
- 1998: À nous deux la vie (Fernsehfilm)
- 2002: Ausgerechnet zu Weihnachten (Tout va bien c'est Noël!) (Fernsehfilm)
- 2005: I colori della vita (Fernsehfilm)
- 2008: L’ultimo Pulcinella
- 2014: Una buona stagione (Fernsehserie, 6 Folgen)
- 2014: Il teatro dei ricordi
- 2016: L'origine de la violence
- 2017: Schräge Vögel (Drôles d'oiseaux)